# Няньгао
Няньгао — китайское печенье из клейкого риса, которое употребляется в течение всего года, но в наибольших количествах — на китайский Новый год. Считается, что, если съесть такое печенье, то год будет удачным (из-за созвучия кит. 年高, пиньинь niángāo, палл. Няньгао, то есть «высокий (успешный) год» и кит. 年糕, пиньинь niángāo, палл. Няньгао, то есть «новогоднее печенье»). Считалось, что тянущиеся няньгао нужно дарить Богу очага, чтобы задобрить его до того, как он будет отчитываться за год перед Юй-ди (или чтобы склеить ему рот и не допустить отрицательный отзыв).

## Традиции
Из-за положительных ассоциаций няньгао является популярным подарком на Новый год. Традиционный няньгао круглый; сверху на него наносят иероглиф со значением «процветание» или «богатство». Однако распространены и другие формы: пара карпов (в этом случае произносят фразу кит. трад. 年年有余, пиньинь niánnián yǒuyú, палл. няньнянь-ююй, похожую на кит. трад. 年年有魚, упр. 年年有鱼, пиньинь niánnián yǒuyú, палл. няньнянь-ююй, «желаю много рыбы»); деньги или слитки золота; Бог богатства.
Известно упоминание няньгао в книге Иньши-сюйчжи XVI века: автор говорит о том, что няньгао сладкие и тёплые, но предупреждает об опасности переедания. Там же он говорит о том, что лучшие няньгао готовят в Нинбо.
По сюжету китайской сказки «Сбежавшее няньгао», в одной бедной семье не было муки для того, чтобы сделать много няньгао, и поэтому сделали всего одно. Но оно убежало из дому и катилось по дороге, преследуемое членами семьи, пока не добежало до голодной старухи, которая его съела. Тем не менее, в семье все обрадовались, что смогли накормить голодную, и счастливо отпраздновали Новый год.

## Изготовление
Во всех разновидностях используется клейкий рис, растёртый в пасту. Он может быть приготовлен, а может оставаться сырым. В региональных кухнях часто имеются собственные варианты няньгао.
При приготовлении в рис часто добавляют кокосовое молоко, масло и сахар.
Сверху на няньгао в качестве украшения и пожелания долгой жизни иногда наносят изображения сосновых и кипарисовых веток.

## Разновидности

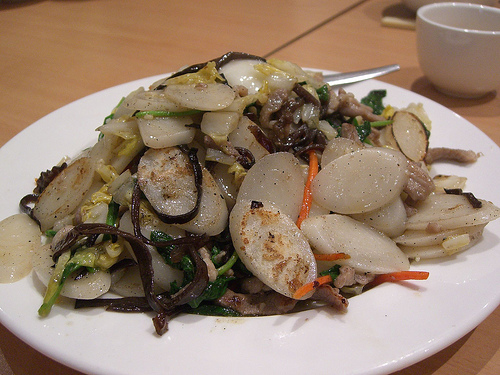
Шанхайский пряный вариант

### Шанхайская кухня
В Шанхае няньгао готовят в форме цилиндра (так, чтобы его было легко порезать) или продают уже порезанным. Иногда няньгао поджаривают и кладут в суп. Шанхайские няньгао готовятся из обычного, не клейкого риса, и имеют характерный белый цвет.
При подаче на стол их обычно поджаривают и называют кит. трад. 炒年糕, пиньинь chǎo nián gāo, палл. чао-няньгао, буквально: «жареные няньгао»). Основных разновидностей три: пряная с морским гребешком, говядиной, свининой, кабачком; сладкая с белым сахаром; жёвкая безвкусная.
В Цзянсу няньгао готовят из красного риса с сосновыми семечками, грецким орехом и душистым османтусом.

### Северная кухня
На севере страны няньгао могут заменять цзяоцзы.
На севере Китая няньгао варят на пару́ или жарят в масле, обычно они сладкие, с добавкой зизифуса, готовятся из белого клейкого или жёлтого риса. В Шаньси няньгао готовят из обжаренного жёлтого риса с анко или зизифусовой пастой. В Хэбэе в варёные на пару́ няньгао добавляют маленькие бобы адзуки, зизифус и зелёную фасоль. В Шаньдуне это блюдо готовят из жёлтого риса. На северо-востоке страны няньгао делают из бобов и сорго.

### Фуцзяньская кухня
В Фуцзяни няньгао готовят из клейкого риса и таро, обычно перед употреблением разрезают на кусочки и готовят. Кроме того, иногда его обмакивают в яйцо, кукурузную муку или батат перед обжаркой в масле.

### Цзяннань
В Цзяннани и низовьях Янцзы вообще няньгао мягкие, их готовят из смеси обычного и клейкого риса варкой на пару́, обжариванием в масле и варкой в супе. Наиболее знамениты няньгао из Нинбо, там няньгао варят в остром свином супе и обжаривают с пастушьей сумкой. Шанхайские няньгао с рёбрышками также получили известность в Китае.

### Кантонская кухня

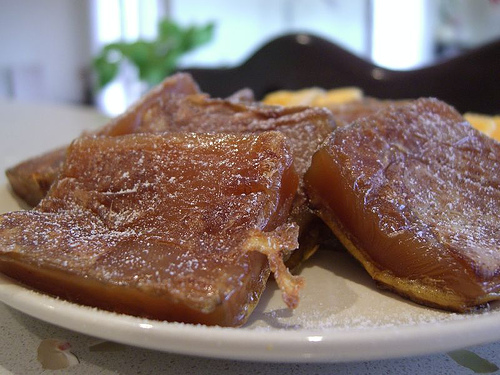
Сладкий гуандунский няньгао

В Гуандуне в няньгао добавляют коричневый сахар, благодаря чему они имеют медово-коричневый цвет; текстура местных няньгао тягучая, они очень липкие. Употребляют местную разновидность няньгао либо отдельно, либо в качестве десерта с розовой водой или анко, либо поджаренными на сковороде с яйцом (эта разновидность называется иер. трад. 煎年糕, йель: jin1nin4gou1, кант.-рус.: чиньнинькоу, пиньинь: jiānniángāo, палл.: цзяньняньгао). В последнем случае сверху образуется хрустящая корочка, а внутри няньгао всё такое же липкое. На Китайский Новый год в Гуандуне их режут на кусочки и употребляют вместе с димсамами вроде пирога с таро или желе из китайского водяного ореха.

### Другие страны
В Малайзии данное блюдо носит название (малайск. kuih bakul) и часто обжаривается с кусками таро или батата в сладкий бутерброд. На Филиппинах данное блюдо популярно благодаря большой китайской диаспоре; там оно называется «тикой» (от фуцзяньского (юж.-миньск., 甜粿), а в Мьянме — тикэ (бирм. တီကေ့).
В Японии и Корее похожие блюда именуются моти и тток, хотя тток на Корейский Новый год готовят также из неклейкого риса и помещают в суп ттоккук.